# G. Hannelius
G. Hannelius, pseudonimo di Genevieve Knight Hannelius (Boston, 22 dicembre 1998), è un'attrice e cantante statunitense.

## Biografia
Nata a Boston, quando aveva un anno ha seguito la sua famiglia nel sud del Maine, dove ha iniziato a recitare molto giovane nel locale teatro per bambini. Tra i suoi ruoli, Madeline e Jenny in Tales of a Fourth Grade Nothing e, nell'estate del 2006, ancora Madeline in Madeline's Rescue.
Ha poi interpretato il ruolo di Courtney Patterson nella sitcom Surviving Suburbia, trasmessa dalla ABC; quello di Dakota Condor nella serie di Disney Channel Sonny tra le stelle; quello di una fan chiamata Tiffany in Hannah Montana; nel 2010, quello di Emily Pearson nel film TV Fratello scout; quello di Amy Little nella mini-serie TV Leo Little's Big Show, ancora su Disney Channel; e quello di Jo Keener in alcuni episodi di Buona fortuna Charlie.
Nel 2011 è stata impegnata nel nuovo show di Disney Channel Madison High, in cui interpreta Mercoledì Malone, in uscita nel 2012.
Hannelius ha frequentato il Young Actor's Studio, una scuola per giovani attori e attrici situata a Los Angeles.
Dal 2012 al 2015 interpreta Avery Jennings nella sitcom "Dog with a blog".

## Filmografia

### Cinema
- Black and Blue, regia di Jill Maxcy (2009)
- Zampa e la magia del Natale, regia di Robert Vince (2010)
- Sid is Dead (2018)
- Day 13	(2020)
- Along for the Ride (2022)

### Televisione
- Surviving Suburbia – serie TV, 13 episodi (2009)
- Sonny tra le stelle – serie TV, 7 episodi (2009-2010)
- Hannah Montana – serie TV, episodio 3x16 (2009)
- Rita Rocks – serie TV, episodio 2x11 (2009)
- Fratello scout (Den Brother), regia di Mark L. Taylor – film TV (2010)
- Buona fortuna Charlie – serie TV, episodi 1x11-1x16-1x18 (2010-2011)
- I'm in the Band – serie TV, episodio 2x02 (2011)
- Love Bites – serie TV, episodio 1x06 (2011)
- Dog with a Blog – serie TV, 69 episodi (2012-2015)
- Jessie – serie TV, episodio 3x11 (2014)
- Radici (Roots) – miniserie TV, 1 puntata (2016)
- American Vandal – serie TV (2017-2018)
- Timeline - serie TV (2019)

### Doppiatrice
- Supercuccioli - Un'avventura da paura!, regia di Robert Vince (2011)
- Supercuccioli a caccia di tesori, regia di Robert Vince (2012)
- Santa Paws 2: The Santa Pups, regia di Robert Vince (2012)
- Super Buddies, regia di Robert Vince (2013)
- Fish Hooks - Vita da pesci – serie animata TV, episodio 3x04 (2013)
- Sofia la principessa – serie animata TV, episodio 2x10 (2014)
- Wander – serie animata TV, episodio 1x30 (2014)

## Doppiatrici italiane
Nelle versioni in italiano dei suoi lavori, G. Hannelius è stata doppiata da:
- Agnese Marteddu in Sonny tra le stelle, Dog with a Blog
- Valeria Vidali in American Vandal

Da doppiatrice è sostituita da:
- Andrea Leoni in Supercuccioli - Un'avventura da paura![1], Supercuccioli a caccia di tesori[2]
- Veronica Puccio in Supercuccioli - I veri eroi
- Agnese Marteddu in Zampa 2 - I cuccioli di Natale